# Husstøvmide
Husstøvmide (Dermatophagoides pteronyssinus i Europa og Dermatophagoides farinae i Nordamerika) findes overalt, hvor der bor mennesker. Den betragtes som en af de væsentligste årsager til astma.

## Klassifikation
Slægt: Dermatophagoides
- D. farinae
- D. oteronyssinus
- D. pteronyssinus